# Glenea proserpina
Glenea proserpina é uma espécie de escaravelho da família Cerambycidae. Foi descrita por James Thomson em 1865.  É conhecida a sua existência em Laos, Sumatra, Malásia e Bornéu.

## Varietas
- Glenea proserpina var. honora Pascoe, 1867
- Glenea proserpina var. sutureindicata Breuning, 1956